# Tatjana Lebedewa (Skirennläuferin)
Tatjana Lebedewa (russisch Татьяна Лебедева; * 20. Mai 1973 in Kiew) ist eine ehemalige russische Skirennläuferin.
Sie belegte 1992 im Super-G von Lake Louise, Kanada, hinter Katja Seizinger den zweiten Platz. Im Anschluss gelangen ihr weitere Platzierungen in den ersten zehn in Abfahrt und Super-G. In den Trainingsläufen zur Abfahrt der Weltmeisterschaften 1996 in der Sierra Nevada, Spanien, kollidierte sie mit dem ehemaligen Alpindirektor und Coach des US-Skiverbandes Harald Schönhaar auf der Strecke und verletzte sich dabei schwer. In den Weltcup kehrte sie nicht mehr zurück.